# Mižerja
«Mižerja» (в переводе с хорв.  «Печаль») — песня на хорватском языке, исполненная хорватской группой «Klapa s Mora» в песенном конкурсе «Евровидение-2013» от Хорватии. Автором песни является Горан Тополавац.

## Информация о песне
Песня «Mižerja» была заявлена в качестве участницы на «Евровидение-2013» специальным жюри хорватской национальной телекомпании HRT, в январе 2013 года. Заняв с песней 13-е место в первом полуфинале 14 мая, Klapa s Mora не вышла в финал конкурса.
Существует английская версия песни — «Hard times».

## Видеоклип
Видеоклип песни, снятый в Каштеле и Трогире, был презентован 11 апреля 2013 года на официальном канале телекомпании HRT на видеохостинге Youtube. На апрель 2021 года его просмотрели более 450 тысяч раз.

## Участники записи[4]
- Первый тенор — Марко Шкугор
- Второй тенор — Анте Галич
- Первый баритон — Никша Антика
- Второй баритон — Леон Батальяку
- Бас — Ивица Влайч
- Бас — Боян Каведжия